# Nordlig skinnormstjärna
Nordlig skinnormstjärna (Ophioscolex glacialis) är en ormstjärneart som beskrevs av Müller och Franz Hermann Troschel 1842. Nordlig skinnormstjärna ingår i släktet Ophioscolex och familjen skinnormstjärnor. Enligt den svenska rödlistan är arten nationellt utdöd i Sverige. . Arten har tidigare förekommit i Götaland men är numera lokalt utdöd. Artens livsmiljö är havet. Inga underarter finns listade i Catalogue of Life.